# Generi di Syrphidae

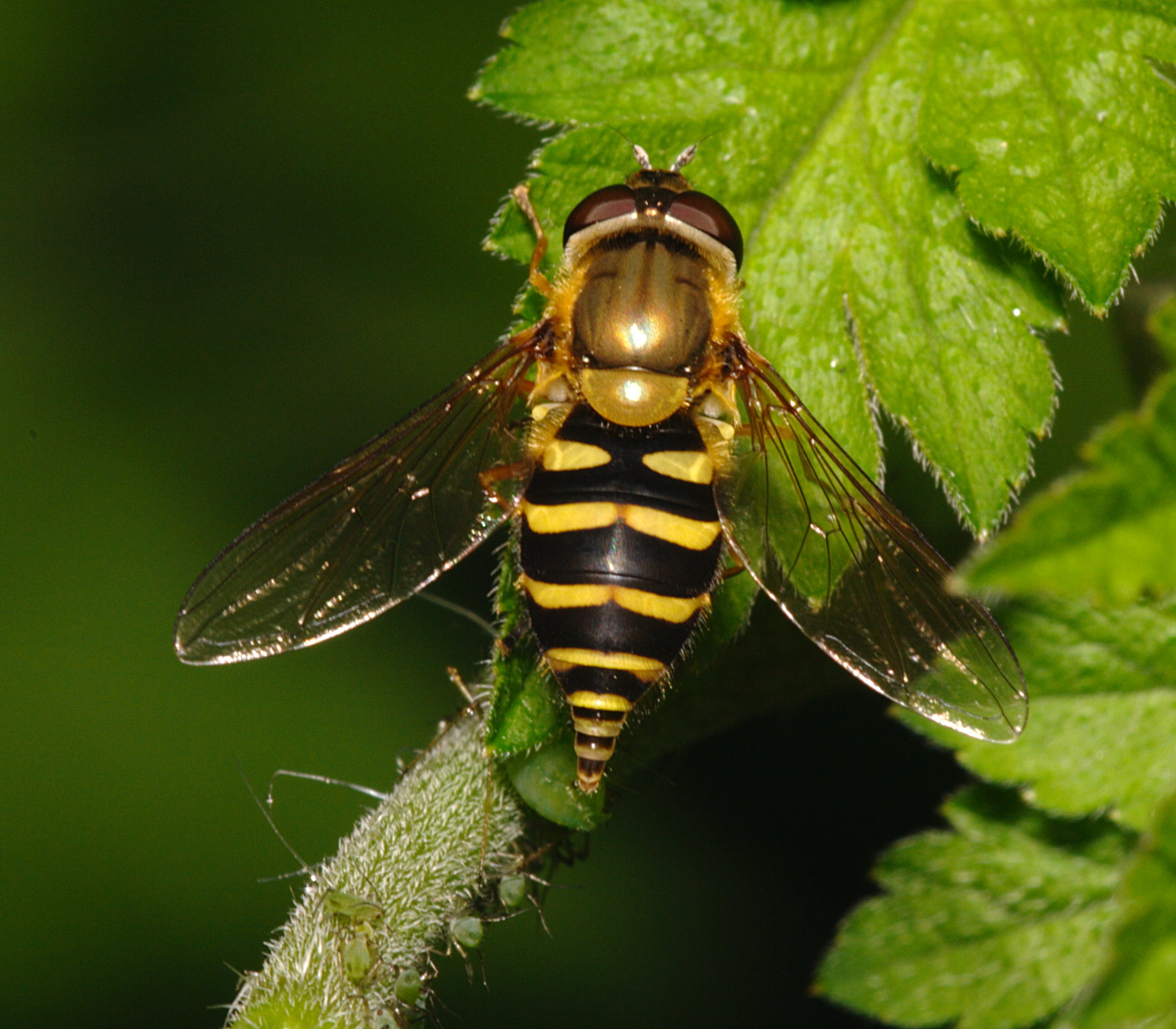
Syrphus ribesii

La famiglia dei Syrphidae comprende oltre 6000 specie viventi. La tassonomia interna della famiglia e il numero di generi vertono in uno stato di totale incertezza a causa del marcato grado di provvisorietà e della notevole discordanza in letteratura. Attualmente è in corso un processo di riordino sulla base delle relazioni filogenetiche interne alla famiglia, ma le conoscenze sono ancora parziali, soprattutto alla luce delle più recenti acquisizioni sulla base dei caratteri larvali, che non collimano con la filogenesi basata esclusivamente sui caratteri degli adulti.
L'attuale classificazione è perciò ancora basata sulla morfologia degli adulti e fondamentalmente fa riferimento allo schema tassonomico adottato da Thompson & Rotheray nel Manual of Palaearctic Diptera (1998), che suddivide la famiglia in tre sottofamiglie e in 14 tribù. Elevato è il numero di sinonimie per tutti i taxa, dal rango di specie a quello di tribù, e di errori ortografici (questi ultimi non riportati in questa sede). La nomenclatura qui riportata fa fondamentalmente riferimento al BioSystematic Database of World Diptera (BDWD), che, malgrado le occasionali incongruenze, si rivela la banca dati più completa e aggiornata in materia di sistematica dei Diptera. Molti taxa, ridotti al rango di sottogenere dalle revisioni che si sono succedute dagli anni ottanta ad oggi, sono spesso citati come generi anche nella letteratura recente, accentuando perciò il clima di confusione associato alla sistematica di questa famiglia.
La distribuzione dei generi nelle tradizionali ecozone fa riferimento a quanto riportato nel BDWD.

## Legenda
- AF: Ecozona afrotropicale
- AU: Ecozona australasiana
- NE: Ecozona neartica
- NT: Ecozona neotropicale
- OR: Ecozona orientale
- PA: Ecozona paleartica

## Eristalinae

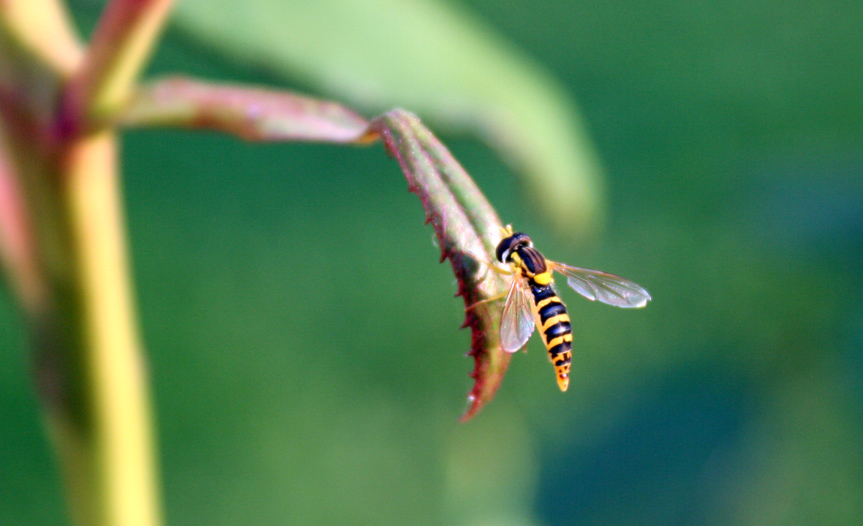
Sphegina (Brachyopini)

La sottofamiglia degli Eristalinae (=Milesiinae) si suddivide in 10 tribù.
- Tribù: Brachyopini (=Chrysogasterini Shannon, 1922)
  - Austroascia Thompson & Marnef, 1977: NT

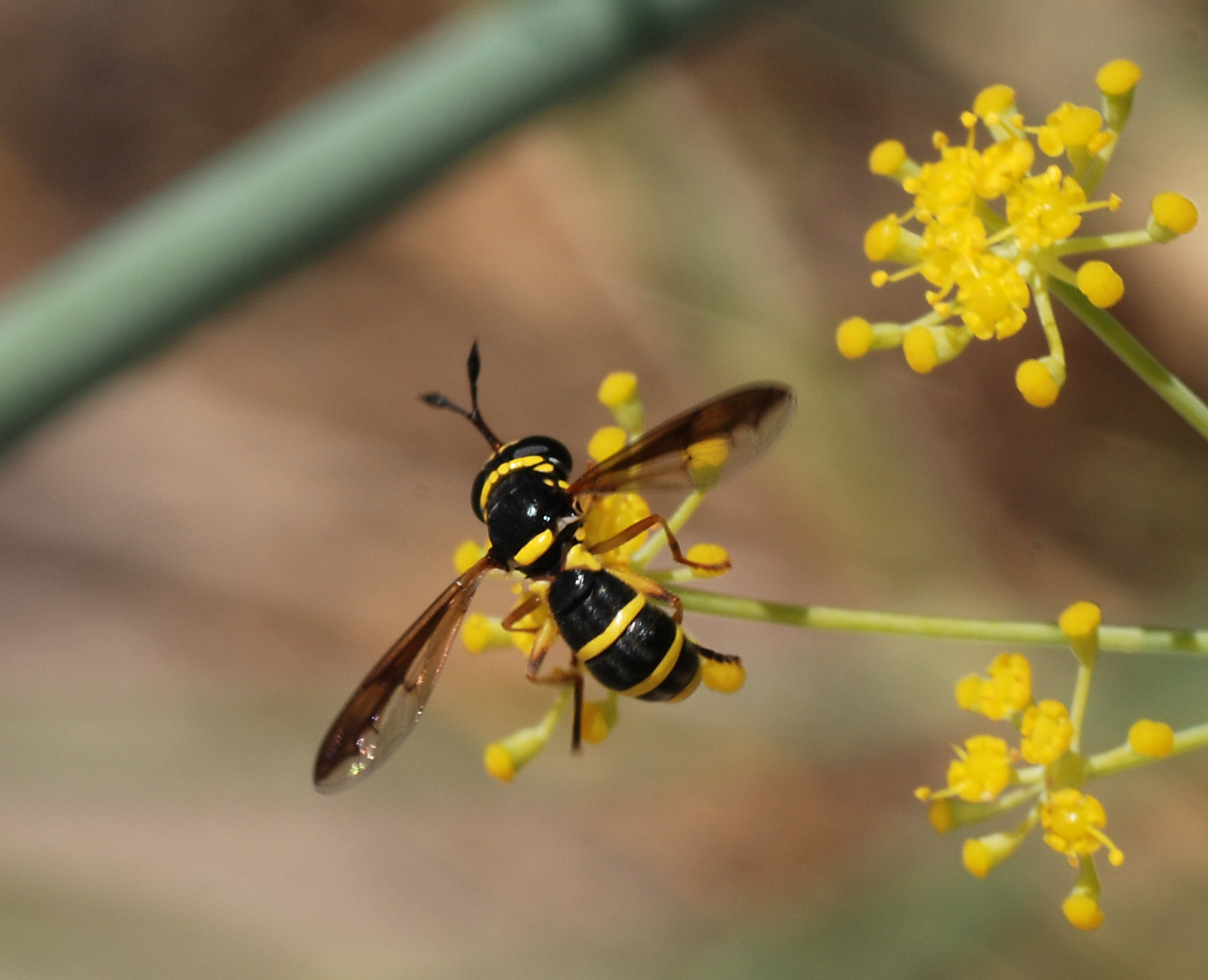
Ceriana (Cerioidini)

  - Brachyopa Meigen, 1822 (=Eugeniamyia): NE OR PA. Sottogeneri: B. (Brachyopa), B. (Hammerschmidtia)
  - Cacoceria Hull, 1936 (=Cacomyia): NT
  - Chamaesphegina Shannon & Aubertin, 1922 (=Desmetrum): NT
  - Chromocheilosia Hull, 1950: NT
  - Chrysogaster Meigen, 1803 (=Ighboulomyia, Melanogaster): AF NE PA
  - Chrysosyrphus Sedman, 1965: NE PA
  - Cyphipelta Bigot, 1859: AU
  - Hemilampra Macquart, 1850: AU
  - Lejogaster Rondani, 1857: PA
  - Lepidomyia Loew, 1864 (=Lepidostola): NE NT
  - Liochrysogaster Stackelberg, 1924: PA
  - Myolepta Loew, 1864 (=Eumyolepta, Sarolepta, Xylotaeja): AF NE NT OR PA. Sottogeneri: M. (Myolepta), M. (Protolepidostola)
  - Neoascia Williston, 1887 (=Stenopipiza): NE OR PA. Sottogeneri: N. (Neoascia), N. (Neoasciella)
  - Orthonevra Macquart, 1829 (=Riponnensia): NE NT OR PA
  - Sphegina Meigen, 1822: NE OR PA. Sottogeneri: S. (Sphegina)

- Tribù: Callicerini (=Calliceratinae Brues & Melander, 1932)
  - Callicera Panzer, 1809: NE NT OR PA
  - Notiocheilosia Thompson, 1972: NT
- Tribù: Cerioidini (=Ceriini, Cerioidinae Wahlgren, 1909)

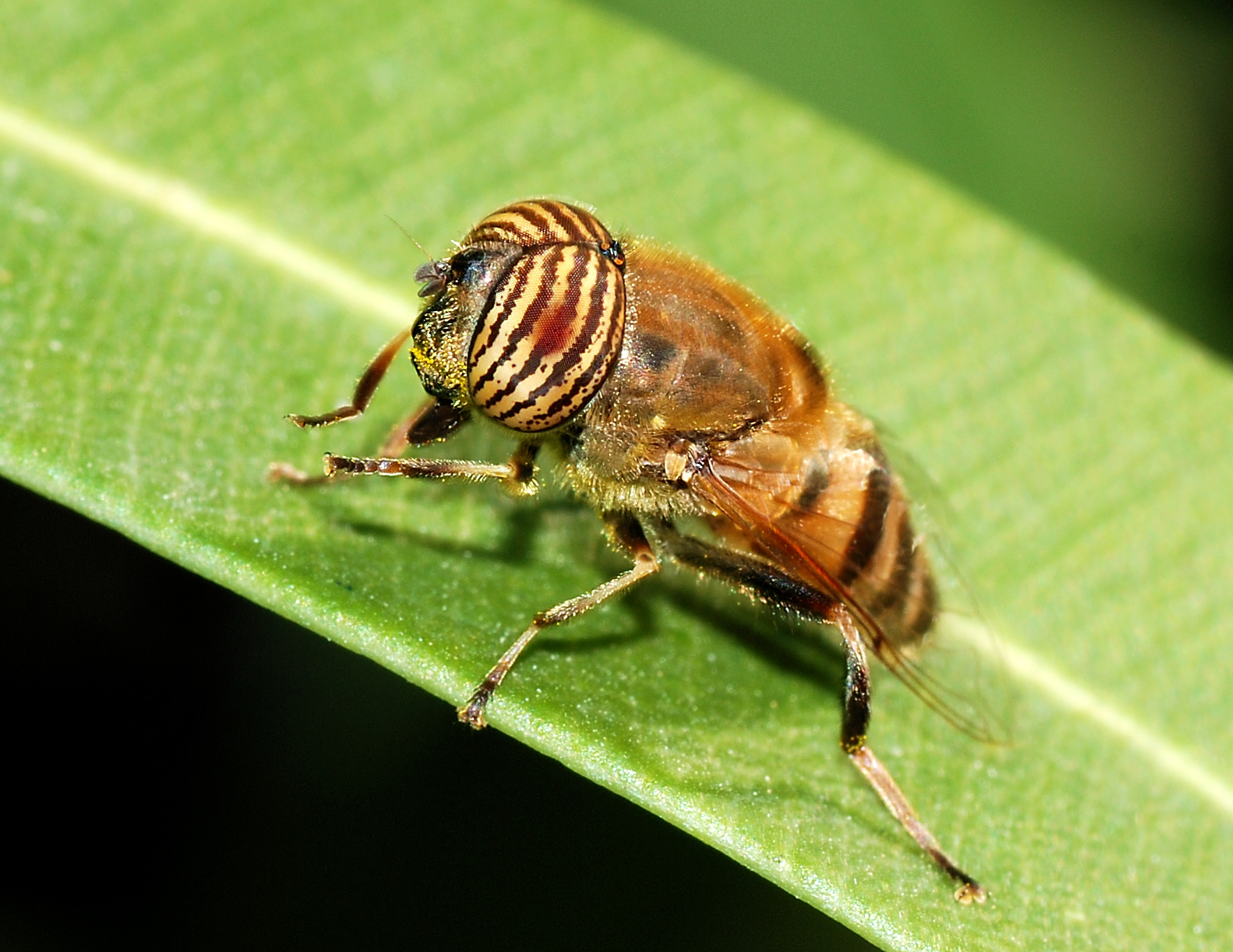
Eristalinus (Eristalini)

  - Ceriana Rafinesque, 1815 (=Ceria, Ceriathrix, Cerioides, Hisamatsumyia, Shambalia, Tenthredomyia): cosmopolita. Sottogeneri: C. (Ceriana), C. (Monoceromyia), C. (Polybiomyia), C. (Sphiximorpha)
  - Primocerioides Shannon, 1927: PA

- Tribù: Eristalini (=Sericomyiini)
  - Austalis Thompson & Vockeroth, 2003: AU
  - Austrophilus Thompson, 2000: AU
  - Axona Walker, 1864: AU OR
  - Chasmomma Bezzi, 1915: AF
  - Digulia Meijere, 1913: AU
  - Dissoptera Edwards, 1915 (=Xenozoon): AU OR

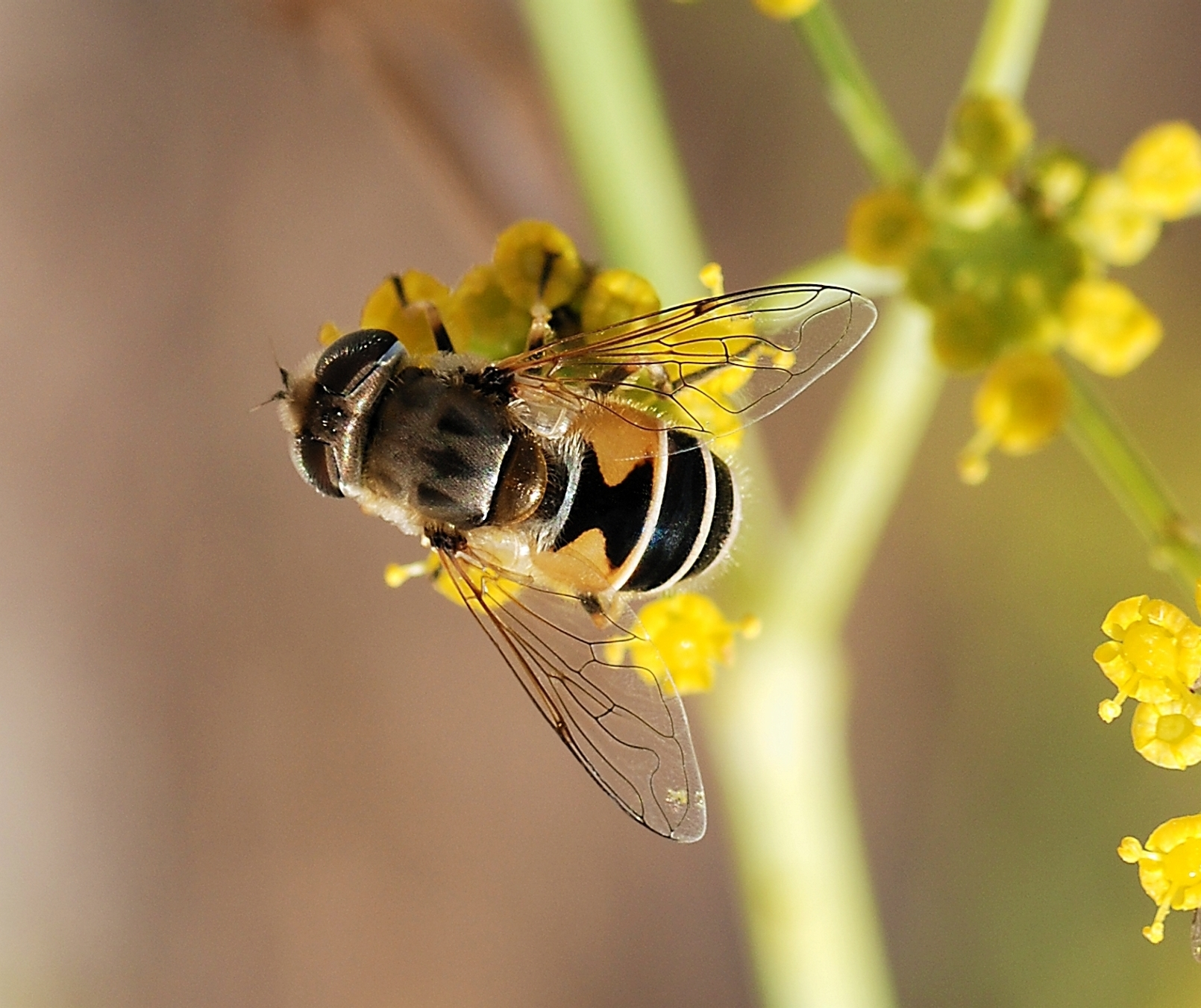
Eristalis (Eristalini)

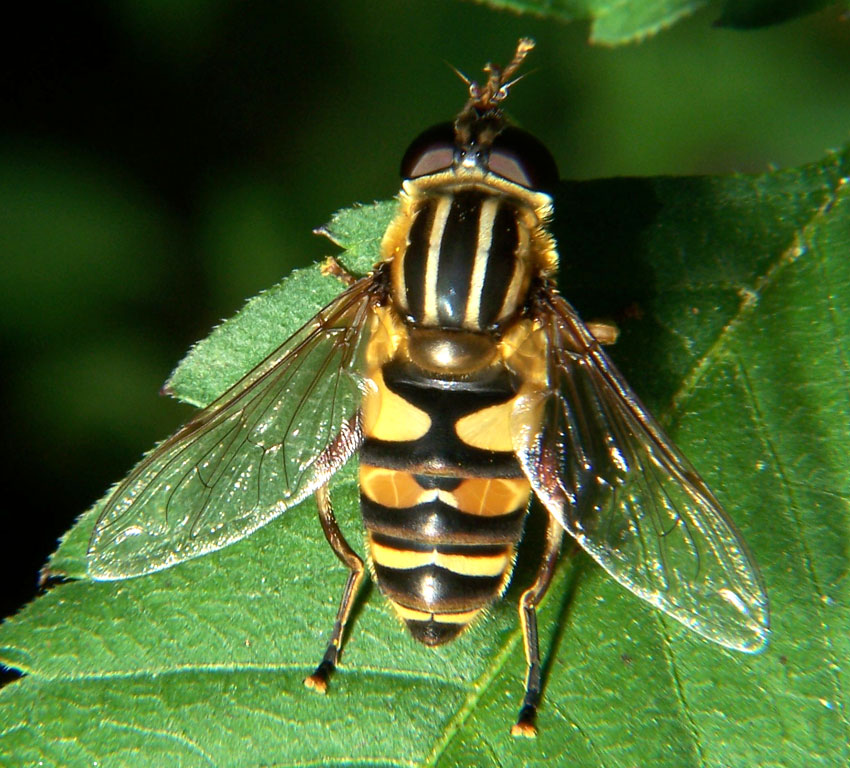
Helophilus (Eristalini)

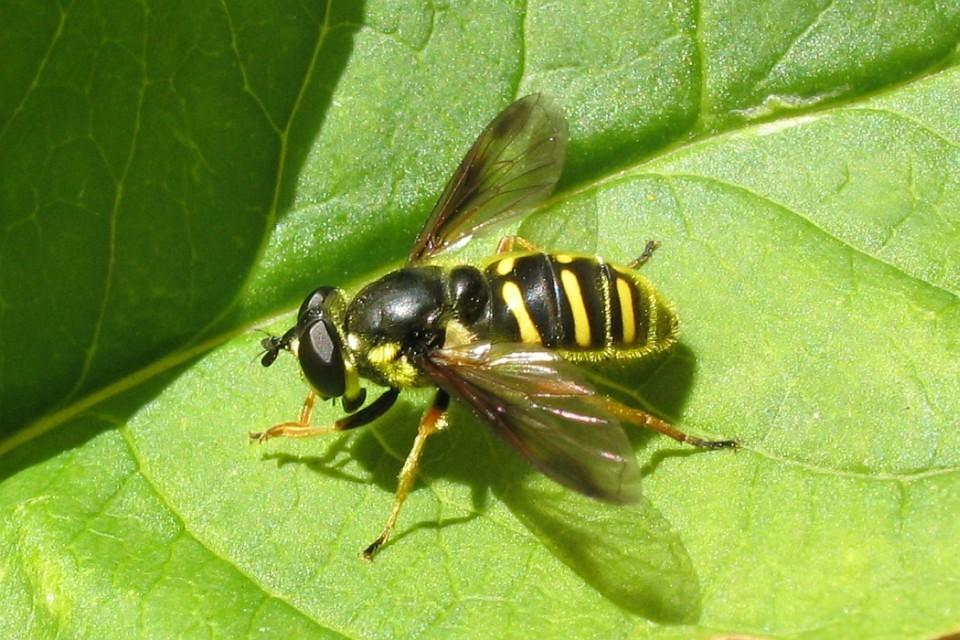
Sericomyia (Eristalini)

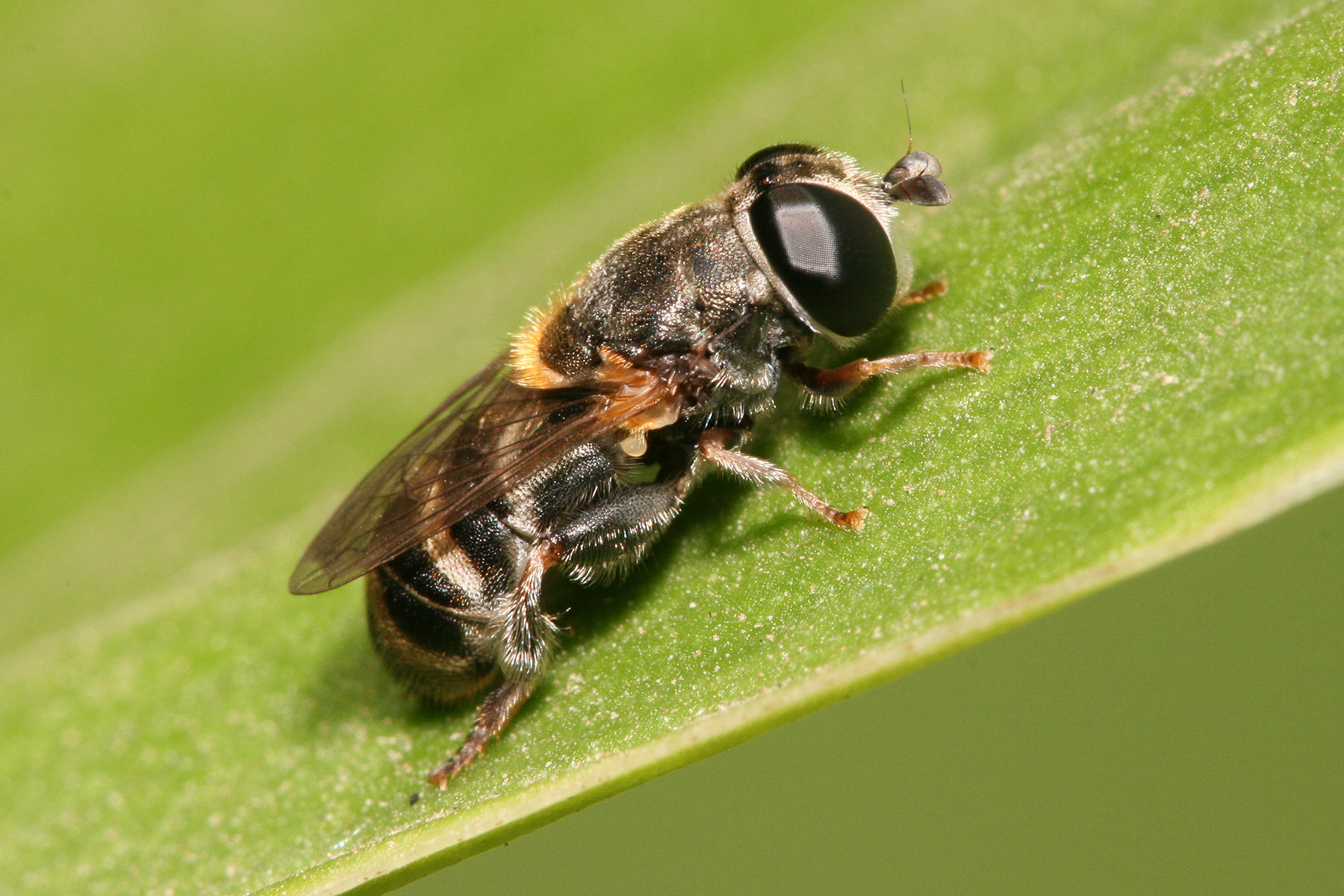
Eumerus (Eumerini)

  - Dolichogyna Macquart, 1842: NT. Sottogeneri: D. (Dolichogyna), D. (Nosodepus)
  - Eristalinus Rondani, 1845 (=Lathyrophthalmus, Metalloeristalis, Oreristalis): cosmopolita. Sottogeneri: E. (Eristalodes), E. (Eristalinus), E. (Helophilina), E. (Lathyrophthalmus), E. (Merodonoides)
  - Eristalis Latreille, 1804 (=Cristalis, Elophilus, Eristaloides, Eristalomya, Eristalomyia, Eriops, Tubifera): cosmopolita. Sottogeneri: E. (Eoseristalis), E. (Eristalis)
  - Habromyia Williston, 1888 (=Edwardsietta): NT
  - Helophilus Meigen, 1822 (=Kirimyia): AU NE PA. Sottogeneri: H. (Helophilus), H. (Pilinasica). In merito al sottogenere H. (Pilinasica), comprendente quattro specie endemiche della Nuova Zelanda, in Thompson (2000, 2008) e Katzourakis et al. è riportato il nome Pilinascia invece di Pilinasica[1][2][3]. È probabile che possa trattarsi della propagazione di un errore ortografico (misspelling) in quanto in letteratura non esistono revisioni formali del nome Pilinasica Malloch, 1922, ad eccezione della proposta come sottogenere di Helophilus; il nome Pilinascia non ha tuttavia alcun riscontro nel BDWD, che di norma riporta anche i nomi non validi, compresi i misspelling[4][5].
  - Kertesziomyia Shiraki, 1930 (=Catacores, Kertesziomya, Klossia, Paramesembrius, Pseuderistalis): AU OR PA. Sottogeneri: K. (Kertesziomyia), K. (Pseuderistalis)[6]
  - Keda Curran, 1931: AU OR
  - Lejops Rondani, 1857 (=Eurinomyia): AF NE PA. Sottogeneri: L. (Anasimyia), L. (Arctosyrphus), L. (Asemosyrphus), L. (Eurimyia), L. (Lejops), L. (Lunomyia), L. (Polydontomyia)
  - Lycastrirhyncha Bigot, 1859: NT
  - Mallota Meigen, 1822 (=Imatisma, Paramallota, Trigridemyia): AF NE NT OR PA. Sottogeneri: Mallota (Mallota), Mallota (Myathropa)
  - Meromacroides Curran, 1927: AF
  - Meromacrus Rondani, 1849 (=Metameromacrus, Plagiocera, Promilesia, Pteroptila, Thalamopales): NT
  - Mesembrius Rondani, 1857 (=Prionotomyia, Tityusia): AF AU OR PA. Sottogeneri: M. (Mesembrius), M. (Vadonimyia)
  - Ohmyia Thompson, 1999: NT
  - Palpada Macquart, 1834 (=Doliosyrphus): NE NT
  - Pararctophila Herve-Bazin, 1914: OR PA
  - Parhelophilus Girschner, 1897 (=Pleskeola): NE PA
  - Pseudovolucella Shiraki, 1930: OR PA
  - Phytomia Guerin-Meneville, 1833 (=Megaspis, Dolichomerus, Streblia): AF AU OR PA. Sottogeneri: P. (Dolichomerus), P. (Phytomia)
  - Pyritis Hunter, 1897: NE
  - Quichuana Knab, 1913: NT
  - Senaspis Macquart, 1850 (=Protylocera, Triatylosus): AF
  - Sericomyia Meigen, 1803 (=Cinxia, Condidea, Tapetomyia): NE NT OR PA. Sottogeneri: S. (Arctophila), Sericomyia (Conosyrphus), S. (Sericomyia)
  - Simoides Loew, 1858: AF
  - Solenaspis Osten Sacken, 1881: AU OR

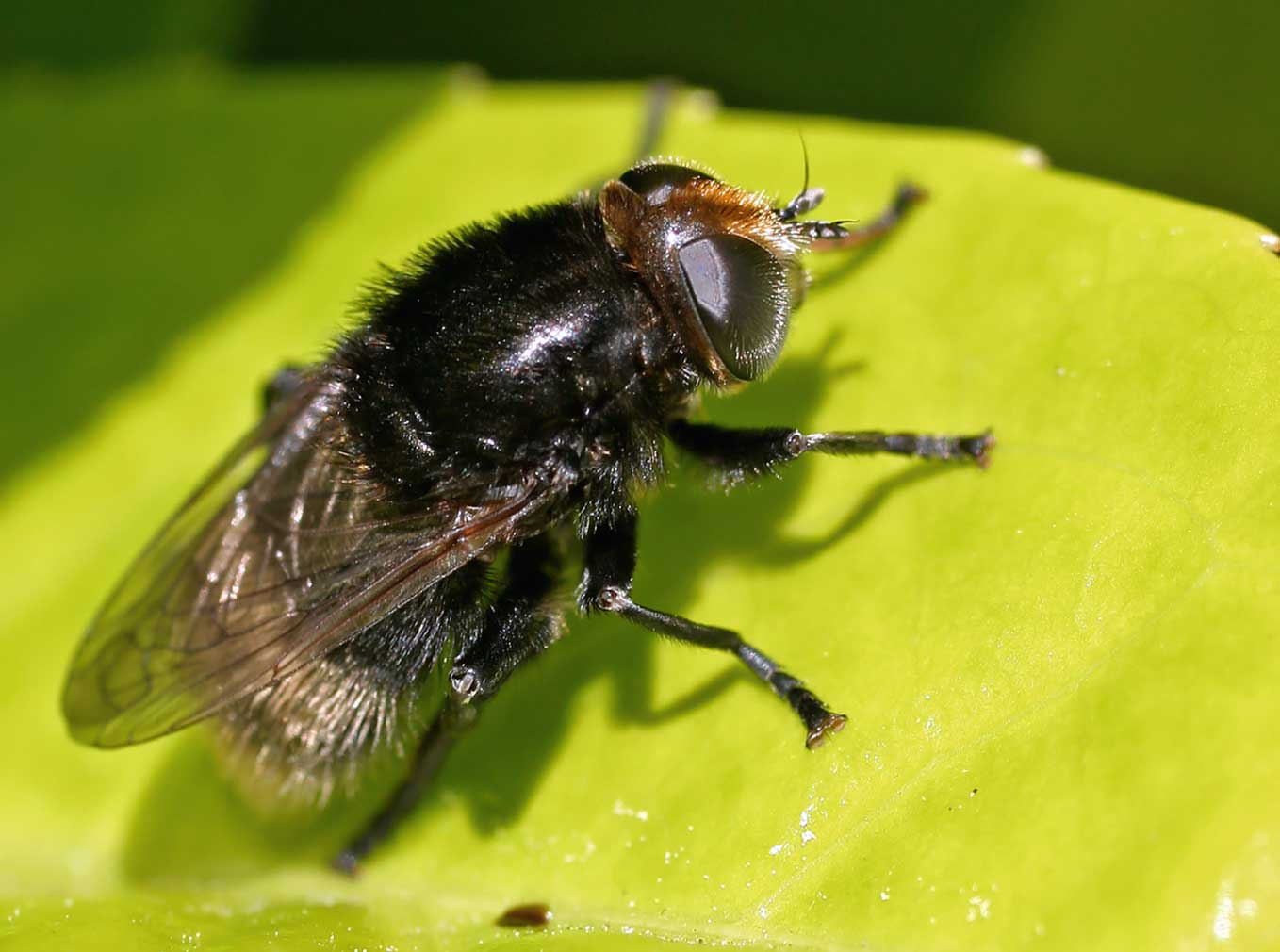
Merodon (Eumerini)

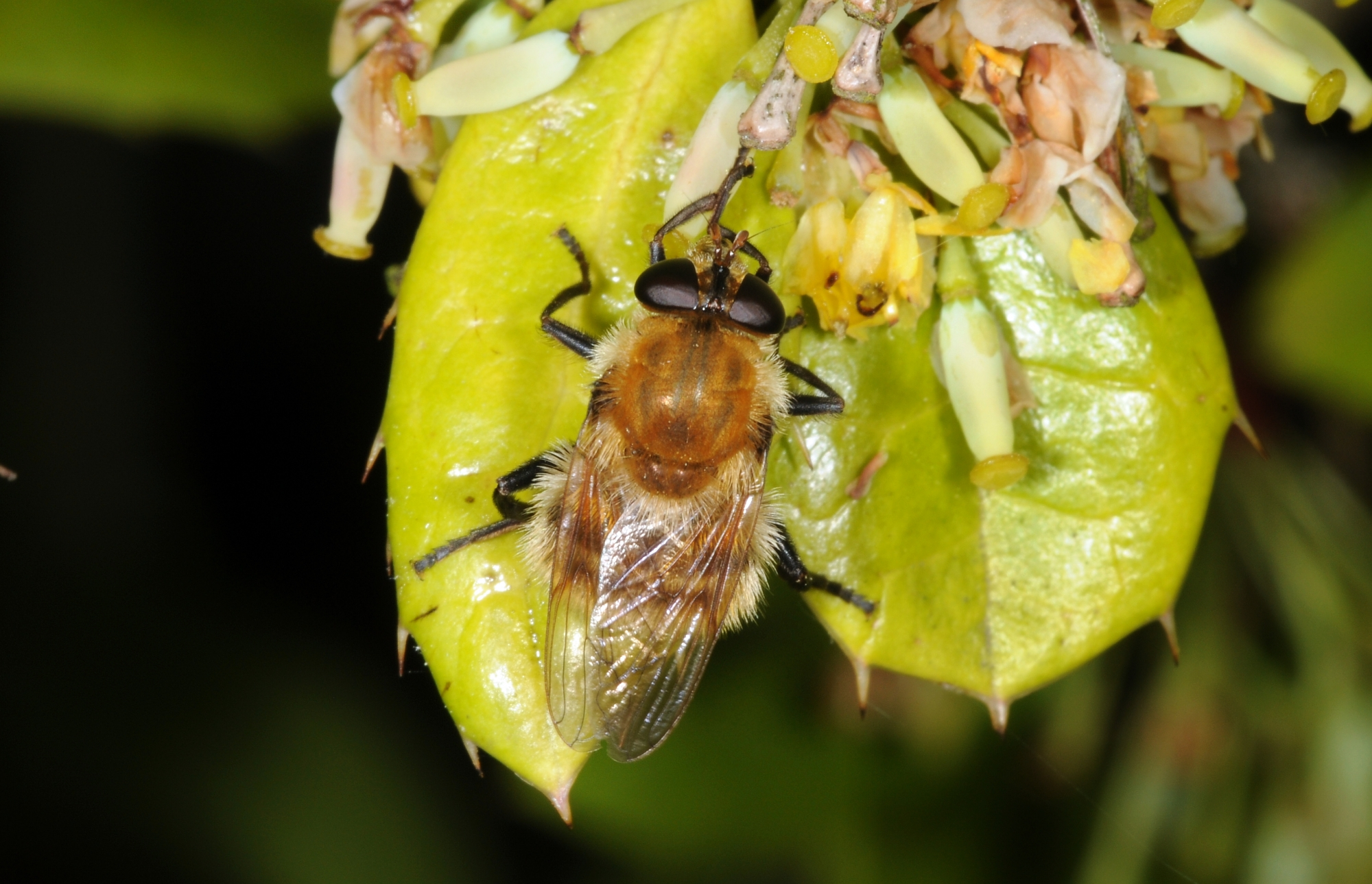
Criorhina (Milesiini)

- Tribù: Eumerini (=Merodontini, Medorontinae Edwards, 1915, Medorontinae Bezzi, 1915, Medorontidae Glumac & Vujic, 1990, Nausigasterinae Shannon, 1921.)
  - Alipumilio Shannon, 1927: NT
  - Austrocheilosia Thompson, 2008: AU
  - Azpeytia Walker, 1865: AU OR PA
  - Eumerus Meigen, 1822 (=Amphoterus, Citibaena, Megatrigon, Paragopsis): cosmopolita
  - Merodon Meigen, 1803 (=Lampetia): AF AU NE OR PA. Sottogeneri: M. (Exmerodon), M. (Merodon), M. (Mesembrius), M. (Platynochaetus),
  - Nausigaster Shannon, 1921
  - Psilota Meigen, 1822 (=Emmyia): AU NE OR PA. Sottogeneri: P. (Psilota), P. (Psilotanycus).

- Tribù: Milesiini (=Xylotini)
  - Aneriophora Stuardo & Cortes, 1952: NT
  - Blera Billberg, 1820 (=Cynorhina): NE OR PA

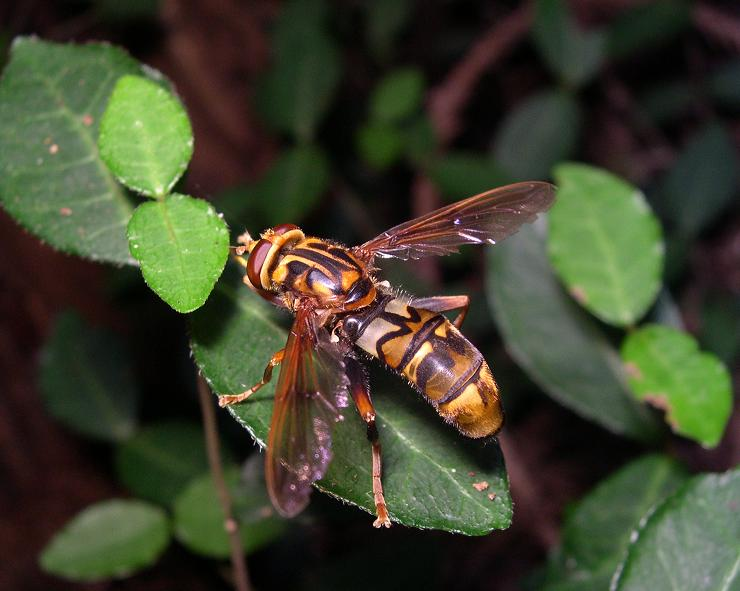
Milesia (Milesiini)

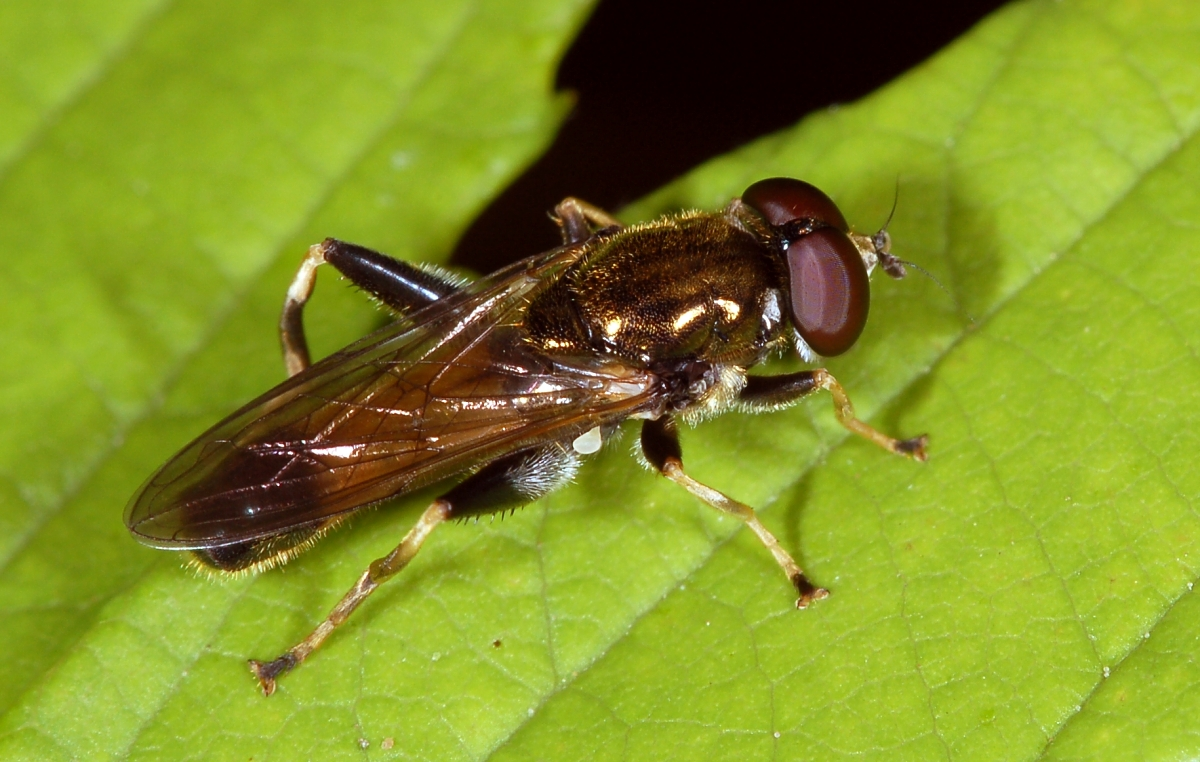
Xylota (Milesiini)

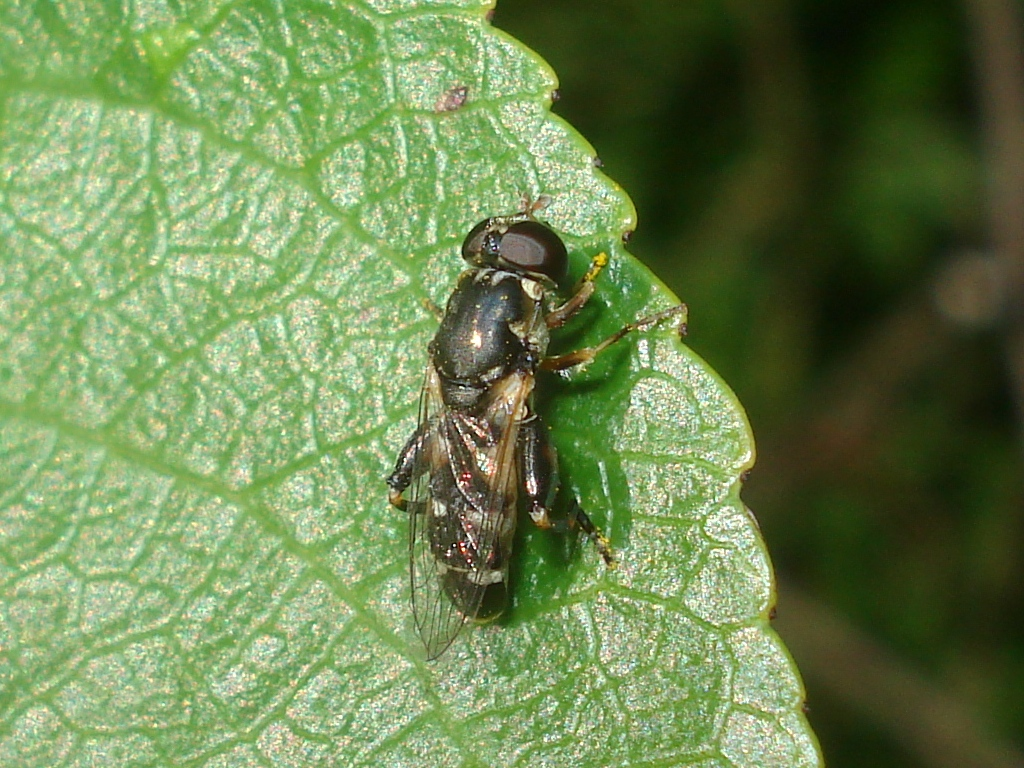
Syritta (Milesiini)

  - Brachypalpus Macquart, 1834: NE PA. Sottogeneri: B. (Brachypalpus), B. (Crioprora)
  - Caliprobola Rondani, 1845: PA
  - Chalcosyrphus Curran, 1925: NE OR PA. Sottogeneri: C. (Chalcosyrphus),  C. (Cheiroxylota), C. (Hardimyia), C. (Neplas), C. (Neploneura), C. (Spheginoides), C. (Syrittoxylota),  C. (Xylotina), C. (Xylotodes), C. (Xylotomima)
  - Criorhina Meigen, 1822 (=Brachymyia, Eurhinomallota, Romaleosyrphus): NE NT OR PA
  - Cynorhinella Curran, 1922: NE
  - Deineches Walker, 1852: AU
  - Flukea Etcheverry, 1966: NT
  - Hadromyia Williston, 1882: NE PA. Sottogeneri: H. (Chrysosomidia), H. (Hadromyia)
  - Hemixylota Shannon & Aubertin, 1933: NT
  - Lejota Rondani, 1857 (=Chalcomyia): NE PA
  - Lycastris Walker, 1857: OR
  - Macrometopia Philippi, 1865: NT
  - Macrozelima Stackelberg, 1930: OR PA
  - Malometasternum Shannon, 1927: AU
  - Matsumyia Shiraki, 1949: OR PA
  - Merapioidus Bigot, 1879: NE
  - Meropidia Hippa & Thompson, 1983: NT
  - Milesia Latreille, 1804 (=Pogonosyrphus, Sphixea): cosmopolita
  - Nepenthosyrphus Meijere, 1932: OR
  - Odyneromyia Shannon & Aubertin, 1833: AU NT. Sottogeneri: O. (Odyneromyia), O. (Austroxylota)
  - Orthoprosopa Macquart, 1850: AU. Sottogeneri: O. (Orthoprosopa), O. (Paratropidia)
  - Palumbia Rondani, 1865 (=Priomerus): NE OR PA. Sottogeneri: P. (Korinchia), P. (Palumbia)
  - Philippimyia Shannon, 1926: NT
  - Pocota Lepeletier & Serville, 1828: NE PA
  - Pterallastes Loew, 1863 (=Pseudozetterstedtia): NE PA
  - Senogaster Macquart, 1834: NT
  - Somula Macquart, 1847: NE
  - Sphecomyia Latreille, 1829 (=Tyzenhauzia): NE PA
  - Spilomyia Meigen, 1803: NE NT OR PA
  - Sterphus Philippi, 1865 (=Tatuomyia, Zonemyia): NT. Sottogeneri: S. (Ceriogaster), S. (Crepidomyia), S. (Mutillimyia), S. (Sterphus)
  - Stilbosoma Philippi, 1865: NT
  - Syritta Lepeletier & Serville, 1828: cosmopolita
  - Syrittosyrphus Hull, 1944: AF
  - Takaomyia Herve-Bazin, 1914 (=Vespiomyia): OR PA
  - Temnostoma Lepeletier & Serville, 1828: NE OR PA
  - Teuchocnemis Osten Sacken, 1875: NE
  - Tropidia Meigen, 1822 (=Ortholophus): NE NT PA
  - Valdiviomyia Vockeroth, 1976 (=Valdivia): NT
  - Xylota Meigen, 1822 (=Zelima): AF AU NE OR PA. Sottogeneri: X. (Ameroxylota), X. (Brachypalpoides), X. (Hovaxylota), X. (Sterphoides), X. (Xylota)

- Tribù: Pipizini

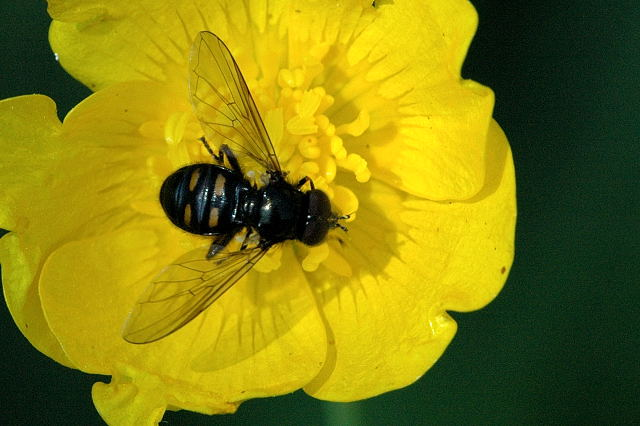
Pipiza (Pipizini)

  - Heringia Rondani, 1856 (=Cnemodon): NE PA. Sottogeneri: H. (Heringia), H. (Neocnemodon)
  - Pipiza Fallén, 1810 (=Pseudopipiza): NE NT PA
  - Pipizella Rondani, 1856: PA
  - Trichopsomyia Williston, 1888 (=Halictomyia): NE NT OR PA
  - Triglyphus Loew, 1840: AU OR PA

- Tribù: Rhingiini (=Cheilosiini Cockerell, 1917)

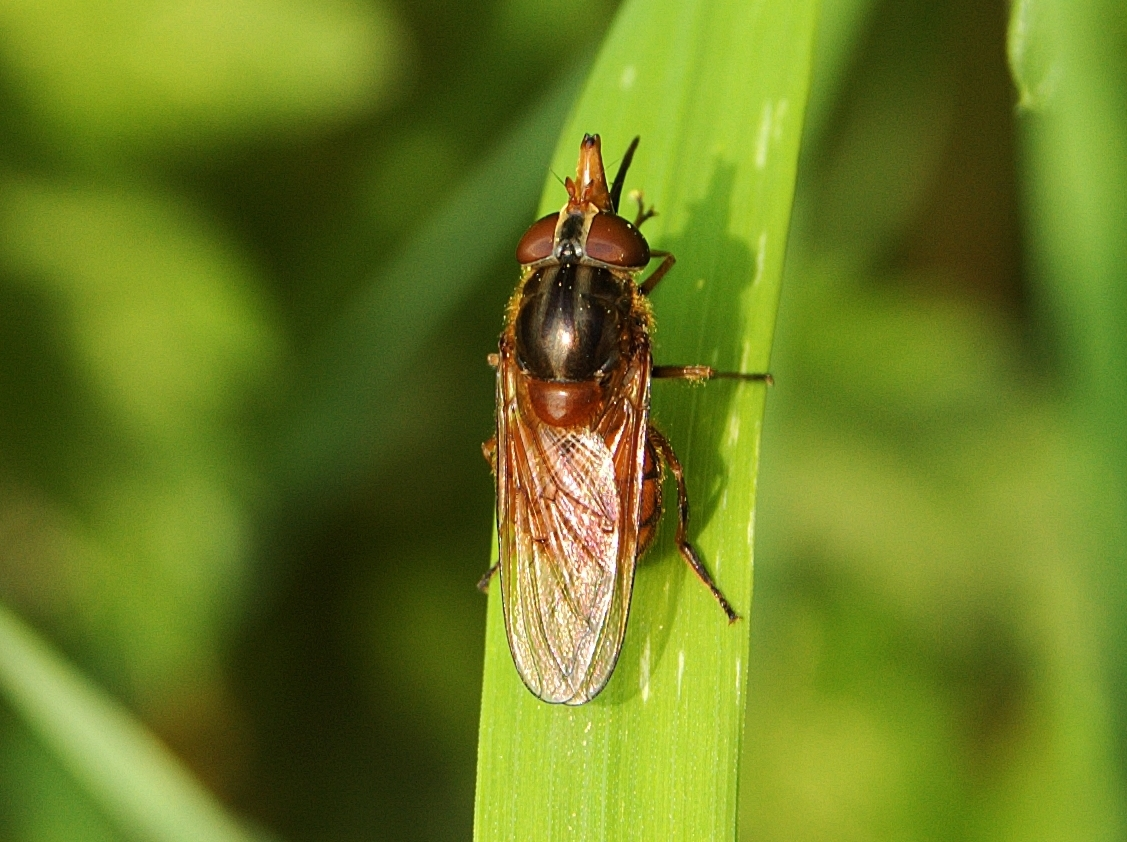
Rhingia (Rhingiini)

  - Cheilosia Meigen, 1822 (=Cartosyrphus, Chilomyia, Nephomyia): NE OR PA
  - Endoiasimyia Bigot, 1882 (=Sonanomyia): OR PA
  - Ferdinandea Rondani, 1844: NE OR PA
  - Hiatomyia Shannon, 1922: NE
  - Ischyroptera Pokorny, 1887: PA
  - Macropelecocera Stackelberg, 1952: PA
  - Pelecocera Meigen, 1822 (=Euceratomyia): NE PA. Sottogeneri: P. (Chamaesyrphus), P. (Pelecocera)
  - Portevinia Goffe, 1944: PA
  - Psarochilosia Stackelberg, 1952: PA
  - Psarus Latreille, 1804: PA
  - Rhingia Scopoli, 1763: AF NE NT OR PA. Sottogeneri: R. (Rhingia)
  - Taeniochilosia Oldenberg, 1916: PA

- Tribù: Spheginobacchini
  - Spheginobaccha Meijere, 1908 (=Dexiosyrphus): AF OR
- Tribù: Volucellini

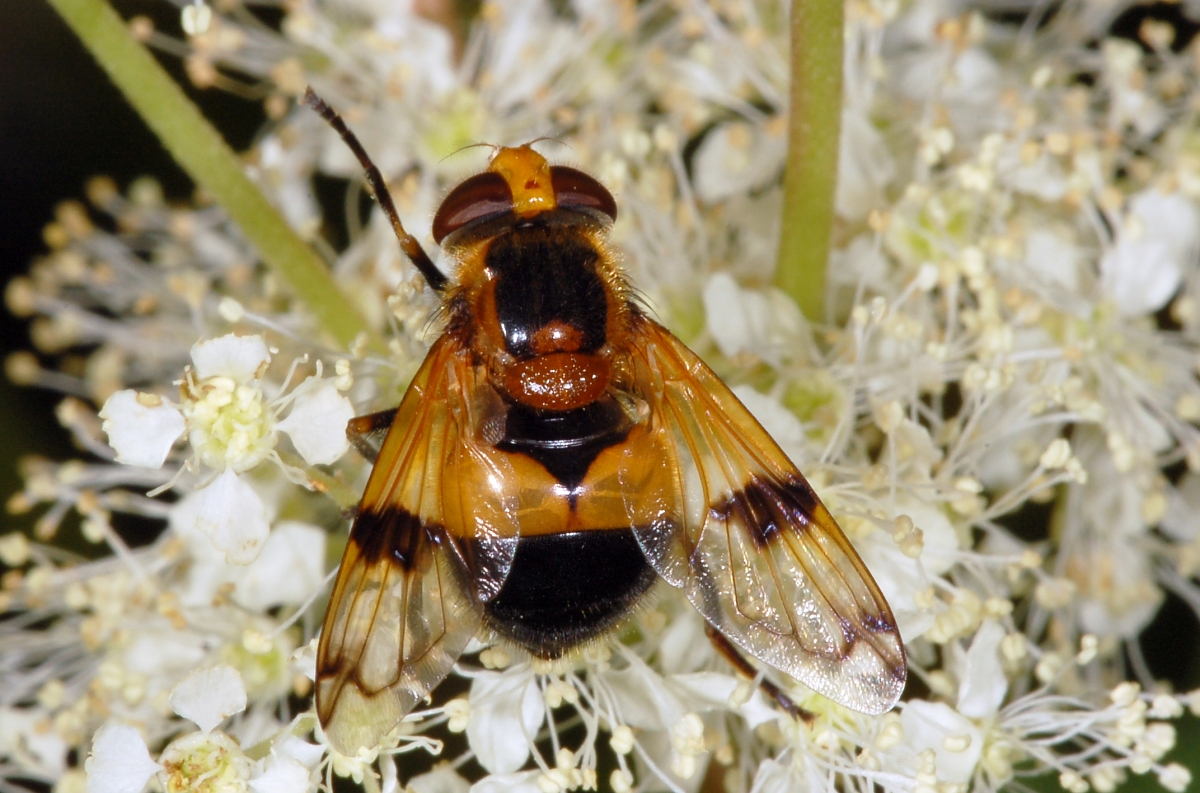
Volucella (Volucellini)

  - Copestylum Macquart, 1846 (=Camerania, Glaurotricha): AU NE NT. Sottogeneri: C. (Copestylum), C. (Lepidopsis), C. (Megametopon), C. (Phalacromya), C. (Tachinosyrphus), C. (Viereckomyia), C. (Volosyrpha)
  - Graptomyza Wiedemann, 1820 (=Baryterocera, Ptilostylomyia): AF AU OR PA
  - Ornidia Lepeletier & Serville, 1828: AF NE NT OR
  - Volucella Geoffroy, 1762 (=Temnocera): NE OR PA

## Microdontinae

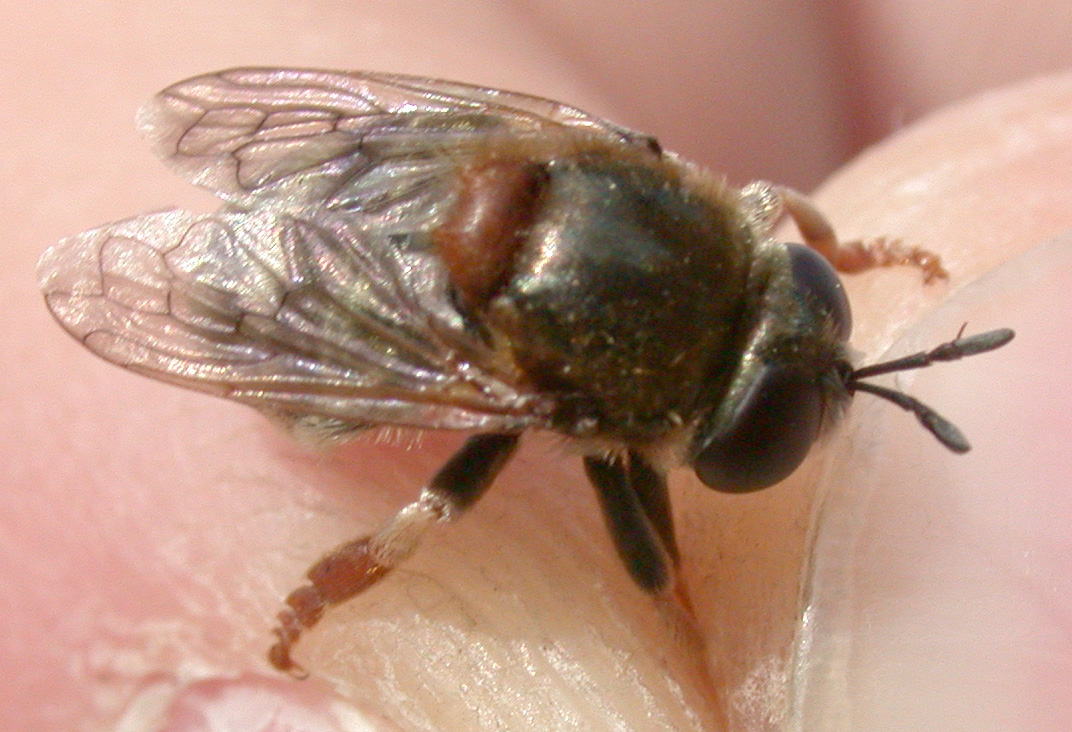
Microdon (Microdontinae)

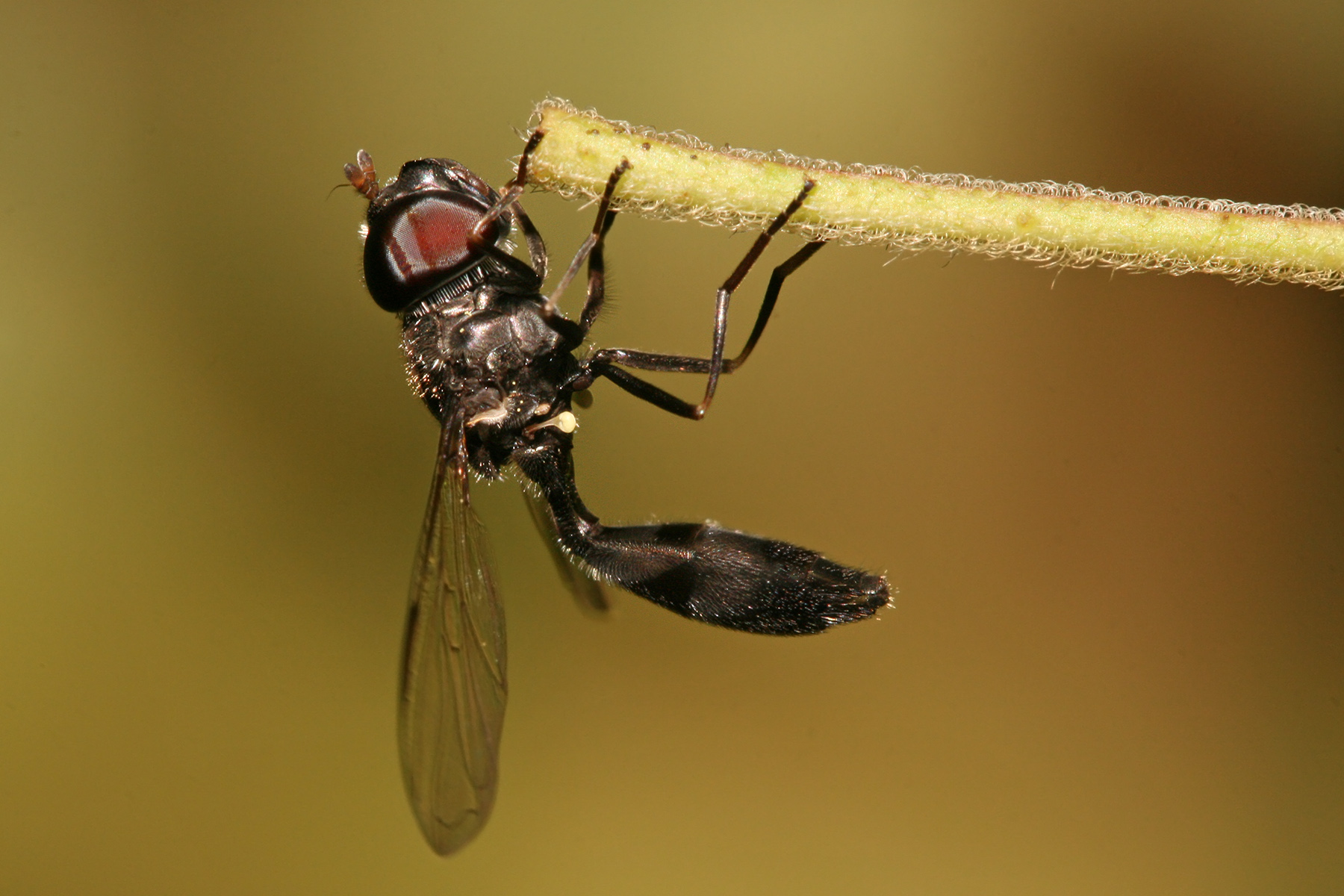
Baccha (Bacchini)

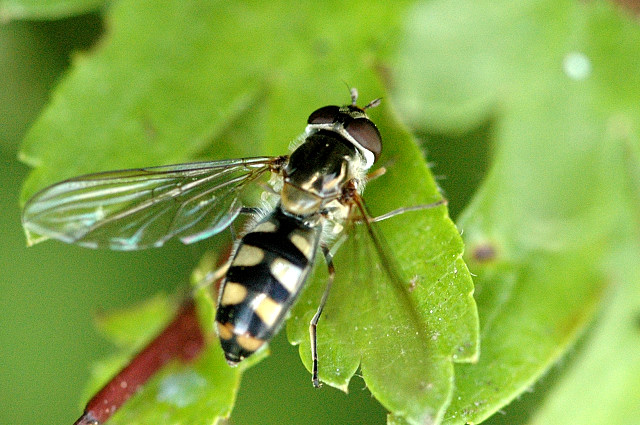
Platycheirus (Bacchini)

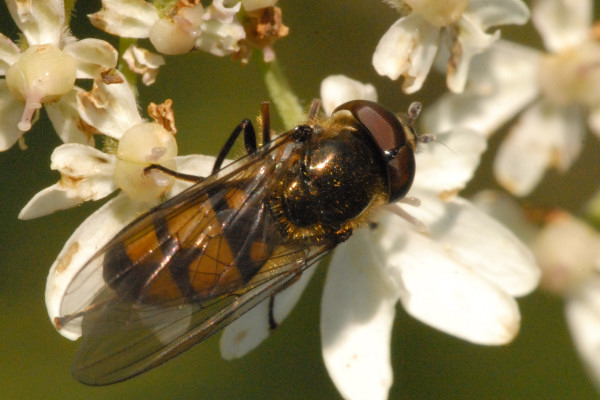
Xanthandrus (Bacchini)

La sottofamiglia Microdontinae comprende un unico raggruppamento di generi non trattato formalmente come tribù.
- Sottofamiglia: Microdontinae
  - Afromicrodon Thompson, 2008: AF
  - Archimicrodon Hull, 2008: OR[7]
  - Aristosyrphus Curran, 1941 (=Protoceratophya): NT. Sottogeneri: A. (Aristosyrphus), A. (Eurypterosyrphus)
  - Bardistophus Mann, 1920: AU[7]
  - Carreramyia Doesburg, 1966: NT[8]
  - Ceratophya Wiedemann, 1824: NT[7]
  - Ceriomicrodon Hull, 1937: NT
  - Cervicocorniphora Hull, 1945: AU[9]
  - Chymophila Macquart, 1834 (=Eumicrodon): NE NT[7]
  - Furcantenna Cheng, 2008: OR[10]
  - Indascia Keiser, 1958: OR[7]
  - Masarygus Brethes, 1909: NT
  - Microdon Meigen, 1803 (=Aphritis, Ceratoconcha, Ceratrichomyia, Colacis, Dimeraspis, Mesophila, Oligeriops, Parmula, Scutelligera, Serichlamys, Stenomicrodon): cosmopolita. Sottogeneri: M. (Ceratophya), M. (Chrysidimyia), M. (Chymophila), M. (Hovamycrodon), M. (Kryptopyga), M. (Microdon), M. (Myiacerapis), M. (Parocyptamus), M. (Pseudomicrodon), M. (Ptilobactrum), M. (Syrphipogon)
  - Mixogaster Macquart, 1842: NE NT
  - Nothomicrodon Wheeler, 1924: NT
  - Omegasyrphus Giglio-Tos, 1891: NE NT[7]
  - Paragodon Thompson, 1969: NT
  - Paramicrodon Meijere, 1913 (=Myxogasteroides, Nannomyrmecomyia, Syrphinella): AU NT OR
  - Paramixogaster Brunetti, 1923 (=Paramixogasteroides, Tanaopicera): AU OR
  - Rhoga Walker, 1857 (=Papiliomyia): NT[7]
  - Rhopalosyrphus Giglio-Tos, 1891 (=Holmbergia): NT[11]
  - Schizoceratomyia Carrera, Lopes & Lane, 1947 (=Johnsoniodon): NT
  - Surimyia Reemer, 2008: NT. Il genere è stato definito da Reemer (2008) per inserirvi due specie del Suriname, Surimyia minutula (=Paragodon minutulus) e Surimyia rolanderi, di nuova descrizione. La revisione è citata da Cheng & Thompson (2008) ma il BDWD non la riporta e tratta la specie S. minutula nel genere Paragodon[12][13]
  - Ubristes Walker, 1852 (=Hypselosyrphus, Stipomorpha): NT[7]

## Syrphinae

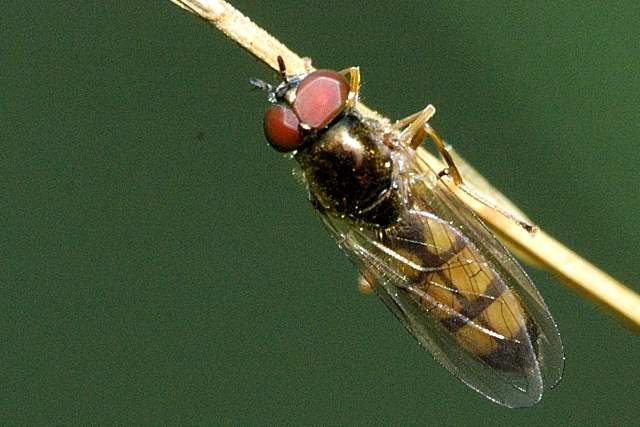
Melanostoma (Bacchini)

La sottofamiglia Syrphinae si suddivide in quattro tribù.
- Tribù: Bacchini (=Melanostomatini)
  - Argentinomyia Lynch Arribalzaga, 1891 (=Braziliana, Rhysops): NT
  - Baccha Fabricius, 1805: NE OR PA
  - Leucopodella Hull, 1949: NE NT
  - Melanostoma Schiner, 1860 (=Plesia): AF AU NE OR PA
  - Platycheirus Lepeletier & Serville, 1828 (=Stenocheilosia): AU NE NT OR PA. Sottogeneri: P. (Carposcalis), P. (Eocheilosia), P. (Pachysphyria), P. (Platycheirus), P. (Pseudoplatychirus), P. (Pyrophaena)
  - Rohdendorfia Smirnov, 1924: PA
  - Spazigaster Rondani, 1843: PA
  - Syrphocheilosia Stackelberg, 1864: PA
  - Talahua Fluke, 1945: NT
  - Tuberculanostoma Fluke, 1943: NT PA
  - Xanthandrus Verrall, 1901 (=Afroxanthandrus, Indosyrphus): cosmopolita. Sottogeneri: X. (Androsyrphus), X. (Xanthandrus)

- Tribù: Paragini

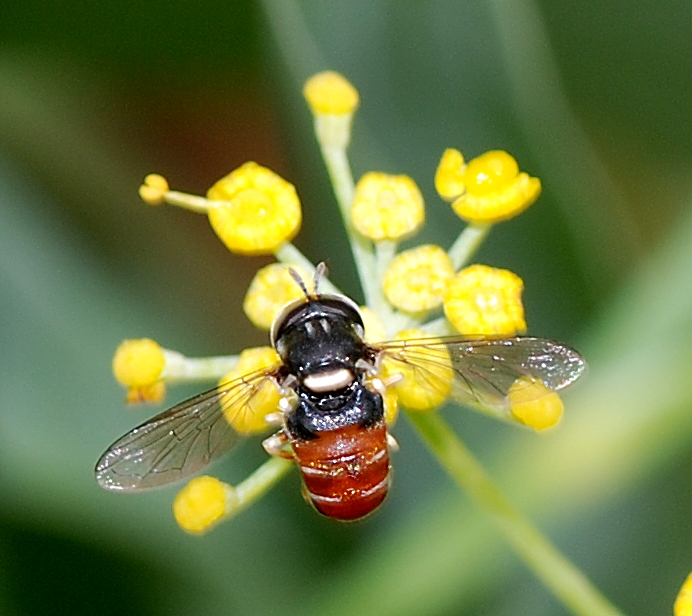
Paragus (Paragini)

  - Paragus Latreille, 1804: AF AU NE OR PA. Sottogeneri: P. (Pandasyopthalmus), P. (Paragus)

- Tribù: Syrphini (=Chrysotoxini)
  - Afrosyrphus Curran, 1927: AF
  - Agnisyrphus Ghorpade, 1994: OR

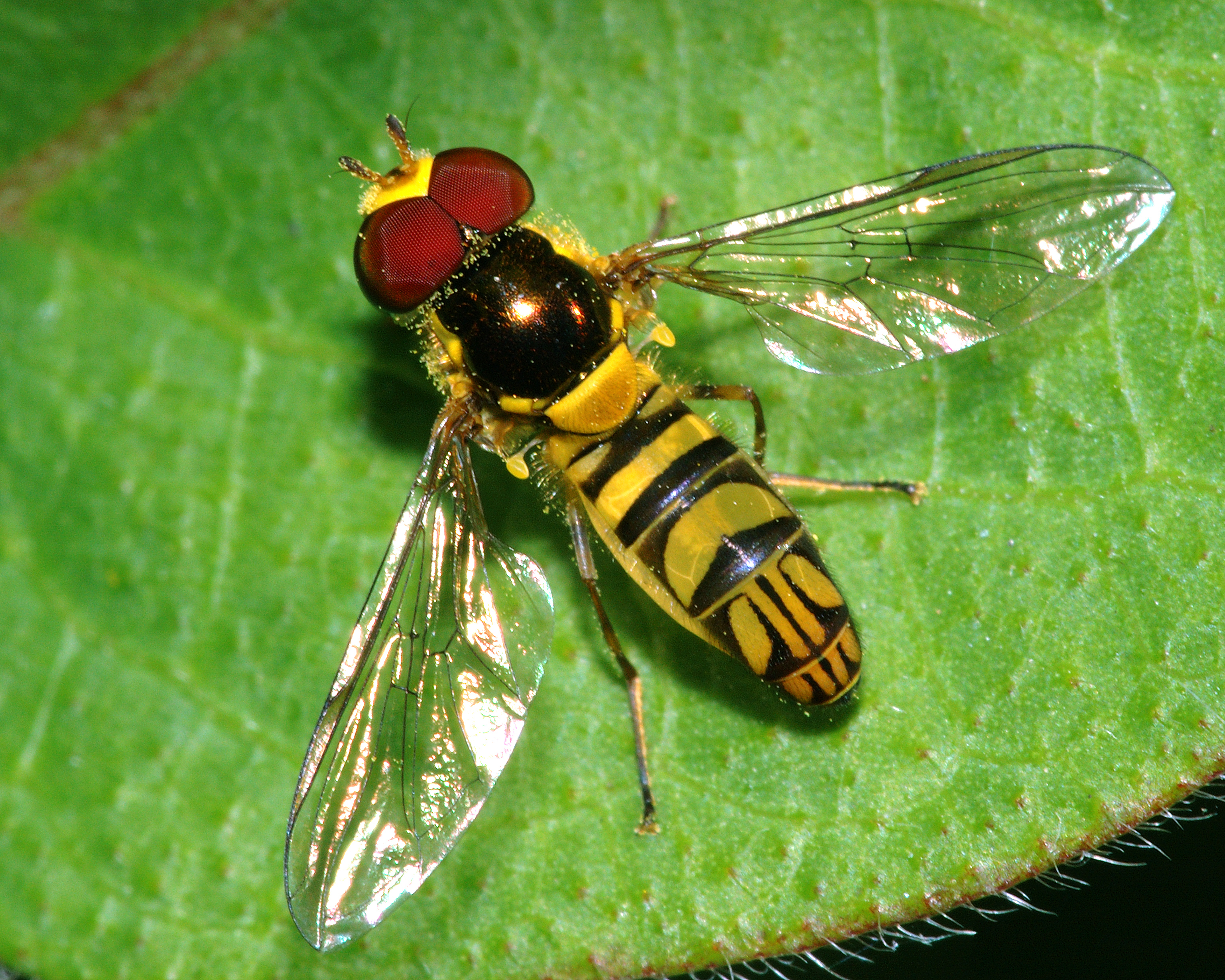
Allograpta (Syrphini)

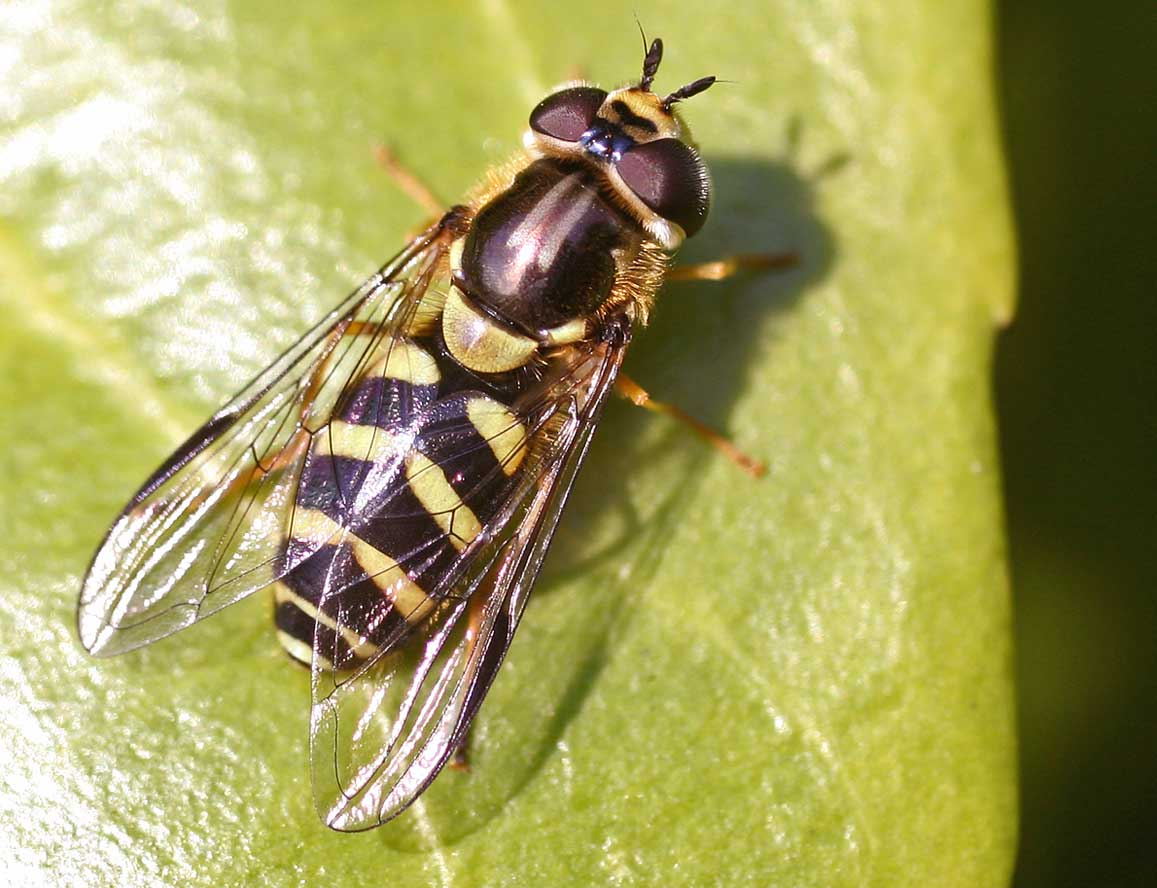
Dasysyrphus (Syrphini)

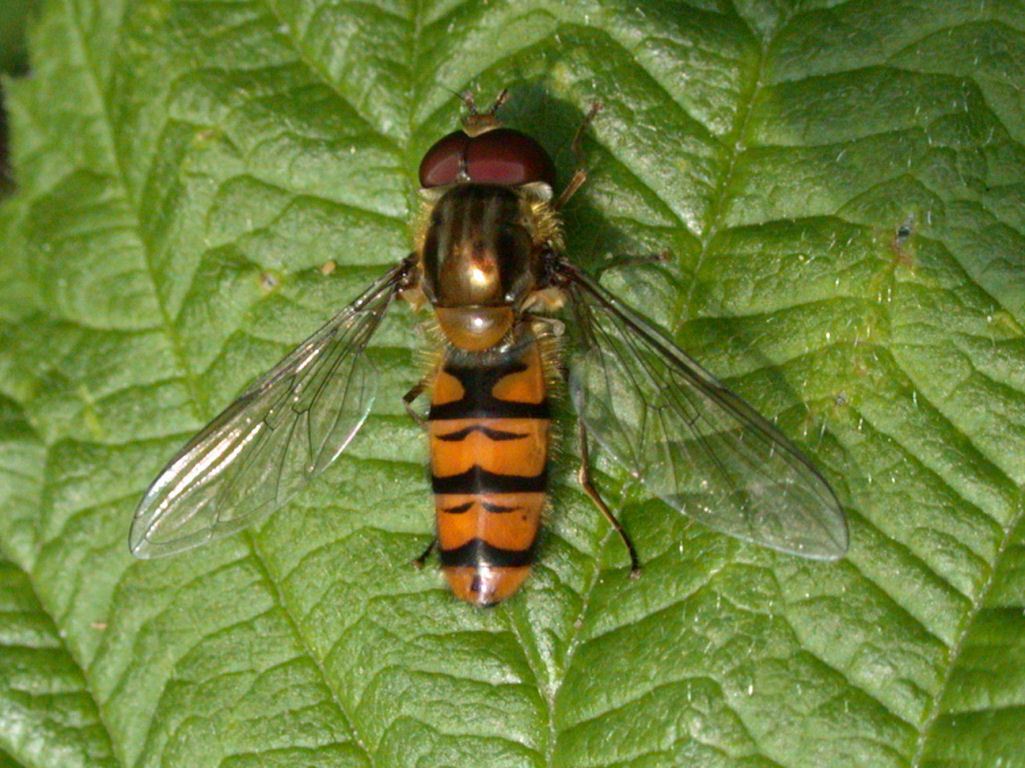
Episyrphus (Syrphini)

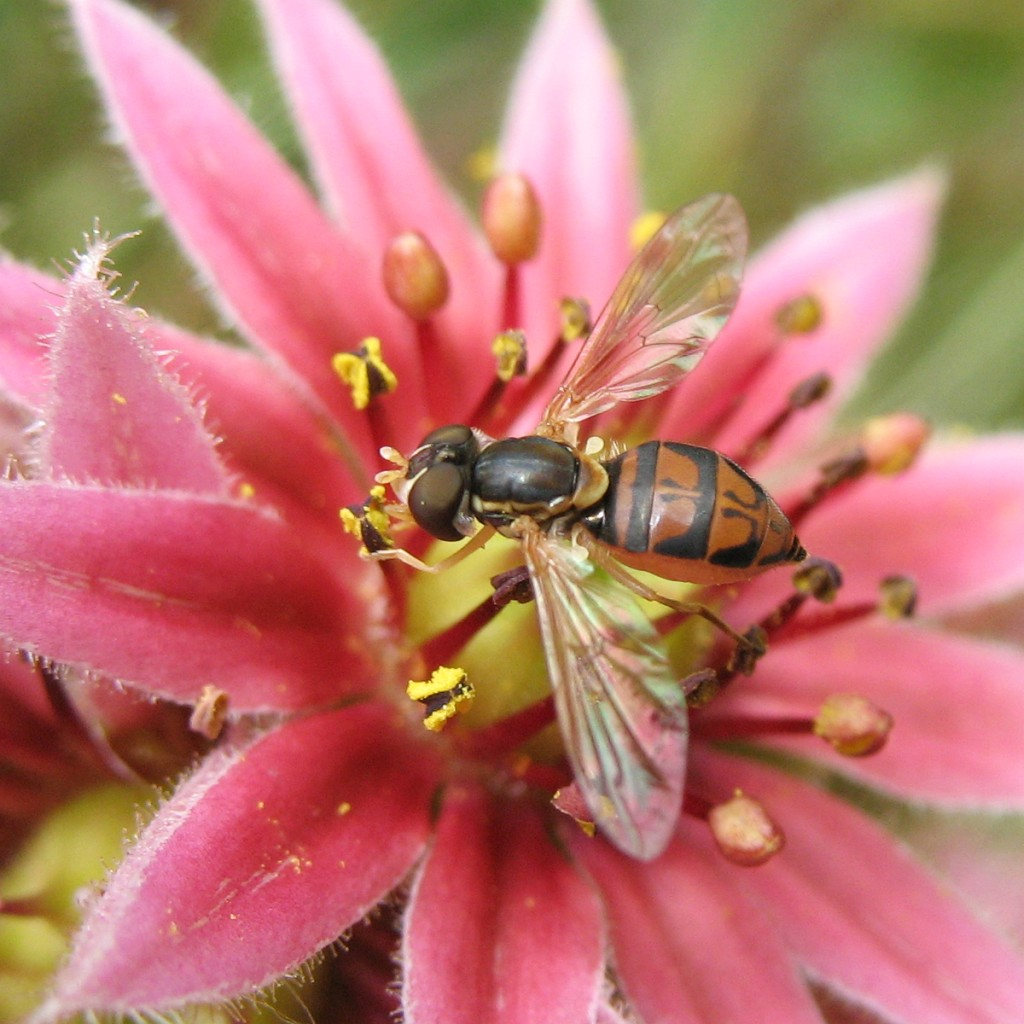
Toxomerus (Toxomerini)

  - Allobacha Curran, 1928 (=Ptileuria): AF AU OR PA. Sottogeneri: A. (Allobaccha)
  - Allograpta Osten Sacken, 1875 (=Metepistrophe, Microsphaerophoria, Miogramma, Oligorhina): cosmopolita. Sottogeneri: A. (Allograpta), A. (Antillus), A. (Claraplumula), A. (Costarica), A. (Fazia), A. (Rhinoprosopa)
  - Anu Thompson, 2008: AU
  - Asarkina Macquart, 1834: AF AU OR PA. Sottogeneri: A. (Achoanus), A. (Asarkina)
  - Asiodidea Stackelberg, 1930: PA
  - Betasyrphus Matsumura, 1917: AF AU OR PA
  - Chrysotoxum Meigen, 1803 (=Mulio): AF NE NT OR PA
  - Citrogramma Vockeroth, 1969: AU OR
  - Dasysyrphus Enderlein, 1938: NE NT OR PA
  - Didea Macquart, 1834: NE OR PA
  - Dideomima Vockeroth, 1969: NE NT
  - Dideoides Brunetti, 1908 (=Malayomyia): OR PA
  - Dideopsis Matsumura, 1917: AU OR PA
  - Doros Meigen, 1803: NE PA
  - Eosphaerophoria Frey, 1946 (=Tambavanna): AU OR
  - Epistrophe Walker, 1852 (=Eristalosyrphus): AU NE OR PA. Sottogeneri: E. (Ephistrophe), E. (Epistrophella)
  - Episyrphus Matsumura & Adachi, 1917: AF AU OR PA. Sottogeneri: E. (Asiobaccha), E. (Episyrphus)
  - Eriozona Schiner, 1860: NE OR PA. Sottogeneri: E. (Eriozona), E. (Megasyrphus)
  - Eupeodes Osten Sacken, 1877: cosmopolita. Sottogeneri: E. (Eupeodes), E. (Lapposyrphus), E. (Macrosyrphus), E. (Metasyrphus)
  - Exallandra Vockeroth, 1969: AF
  - Giluwea Vockeroth, 1969: AU
  - Ischiodon Sack, 1913: AF AU OR PA
  - Lamellidorsum Huo & Zheng, 2005: PA
  - Leucozona Schiner, 1860: NE OR PA. Sottogeneri: L. (Ischyrosyrphus), L. (Leucozona)
  - Melangyna Verrall, 1901 (=Fagisyrphus, Mesosyrphus, Stenosyrphus): AU NE OR PA. Sottogeneri: M. (Austrosyrphus), M. (Melangyna), M. (Melanosyrphus), M. (Meligramma)
  - Meliscaeva Frey, 1946: NE OR PA
  - Notosyrphus Vockeroth, 1969: NT
  - Ocyptamus Macquart, 1834 (=Calostygma, Hermesomyia[14], Hybobathus): NE NT. Sottogeneri: O. (Ocyptamus), O. (Mimocalla), O. (Pipunculosyrphus)
  - Parasyrphus Matsumura, 1917: NE OR PA
  - Pelloloma Vockeroth, 1973: AF
  - Pseudodoros Matsumura, 1903 (=Dioprosopa): AF NE NT PA
  - Rhinobaccha Meijere, 1908: OR
  - Salpingogaster Schiner, 1868: NE NT. Sottogeneri: S. (Eosalpingogaster), S. (Salpingogaster)
  - Scaeva Fabricius, 1805 (=Catabomba, Semiscaeva[14]): NE NT OR PA
  - Simosyrphus Bigot, 1882: AU
  - Sphaerophoria Lepeletier & Serville, 1828: AF AU NE OR PA. Sottogeneri: S. (Loveridgeana), S. (Sphaerophoria)
  - Syrphus Fabricius, 1775: AF NE NT OR PA. Sottogeneri: S. (Syrphus)
  - Vockerothiella Ghorpade, 1994: OR
  - Xanthogramma Schiner, 1860 (=Olbiosyrphus): NE OR PA
- Tribù: Toxomerini
  - Toxomerus Macquart, 1855 (=Antiops, Mesogramma, Mesograpta, Mitrosphen): AU[15] NE NT

## Generi da collocare
Questa sezione contiene l'elenco dei generi per i quali la bibliografia consultata non riporta un'evidente o possibile collocazione sistematica. Questi generi non vanno intesi come incertae sedis: è probabile che abbiano una posizione tassonomica definita nella descrizione formale o in una successiva revisione o, comunque, in lavori non consultati.
- Calcaretropidia Keiser, 1971: AF AU OR
- Cepa Thompson & Vockeroth, 2007 (=Xela): NT
- Neoplesia Thompson, 2008: AU
- Pia Philippi, 1865: NT
- Poliomyia Scudder, 1878: NE
- Pseudopocota Mutin & Barkalov, 1995: PA
- Spheginascia Meunier, 1901: PA